# Kościół św. Anny i św. Michała Archanioła w Studniskach Dolnych
Kościół św. Anny i św. Michała Archanioła w Studniskach Dolnych – rzymskokatolicki kościół filialny zlokalizowany w Studniskach Dolnych w województwie dolnośląskim, w powiecie zgorzeleckim. Przynależy do parafii Podwyższenia Krzyża Świętego w Sulikowie.

## Historia
Obiekt sakralny we wsi był wzmiankowany w 1346. Obecny kościół powstał najprawdopodobniej w XVII wieku w wyniku przebudowy pierwotnego. Po raz kolejny przebudowano go w latach 1759 i 1839-1840. XIX-wieczna przebudowa przyniosła dostawienie wysokiej przybudówki od południa i drugiej, od zachodu. Świątynia uniknęła zniszczeń podczas II wojny światowej. 11 września 1961 wpisano ją do rejestru zabytków pod numerem 944.
Kościół ma powierzchnię 354 m². Jest budowlą jednonawową z wyodrębnionym prezbiterium na planie kwadratu, które jest zamknięte apsydą. Długość bryły wynosi 29,5 metra, a szerokość 12,05 metra.
Z pierwszego kościoła zachował się romański portal, a wewnątrz sklepienia krzyżowo-żebrowe. Ołtarz pochodzi z 1610, natomiast ambona z pierwszej połowy XVII wieku.

## Galeria

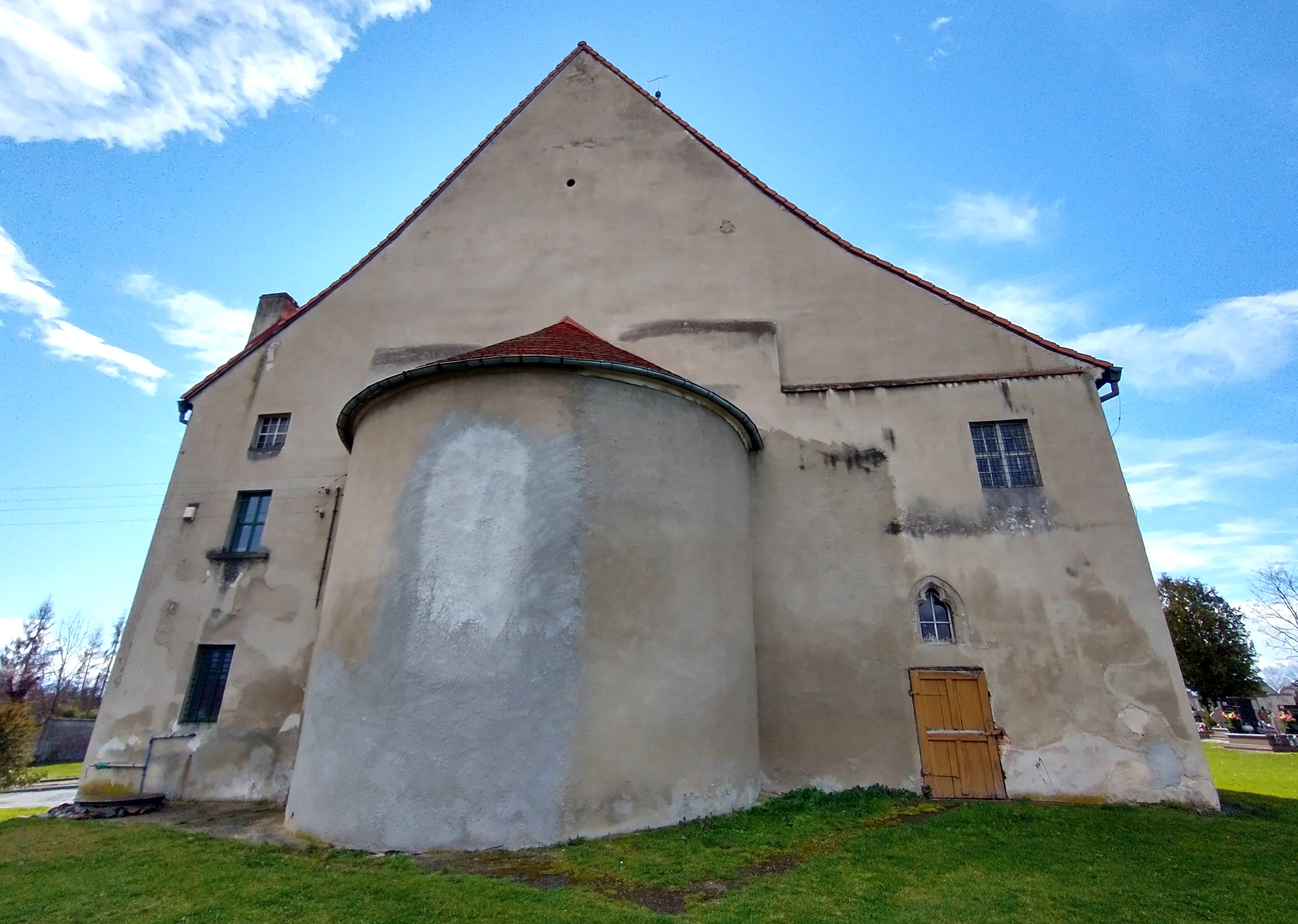
Widok od prezbiterium
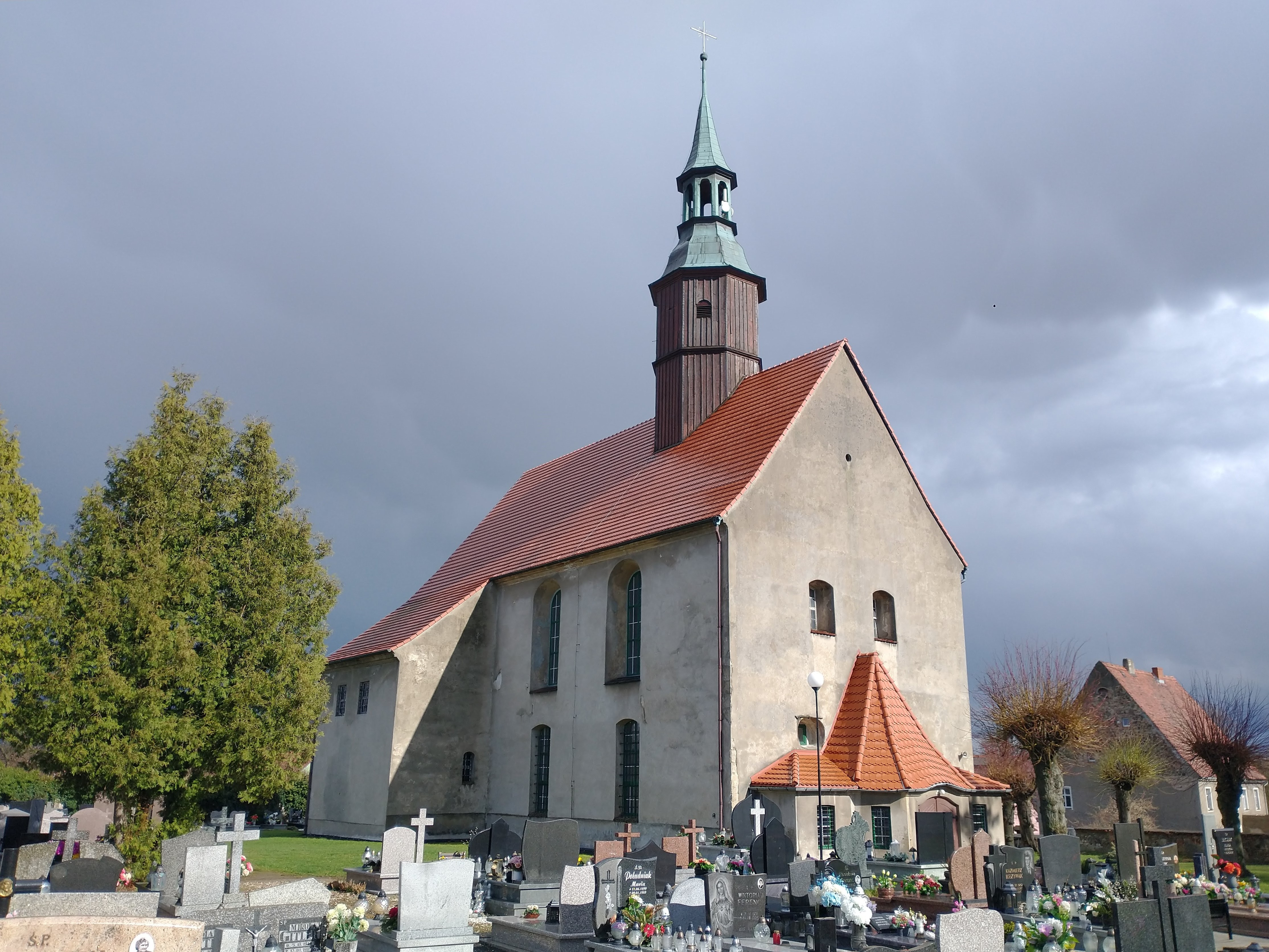
Kościół i cmentarz
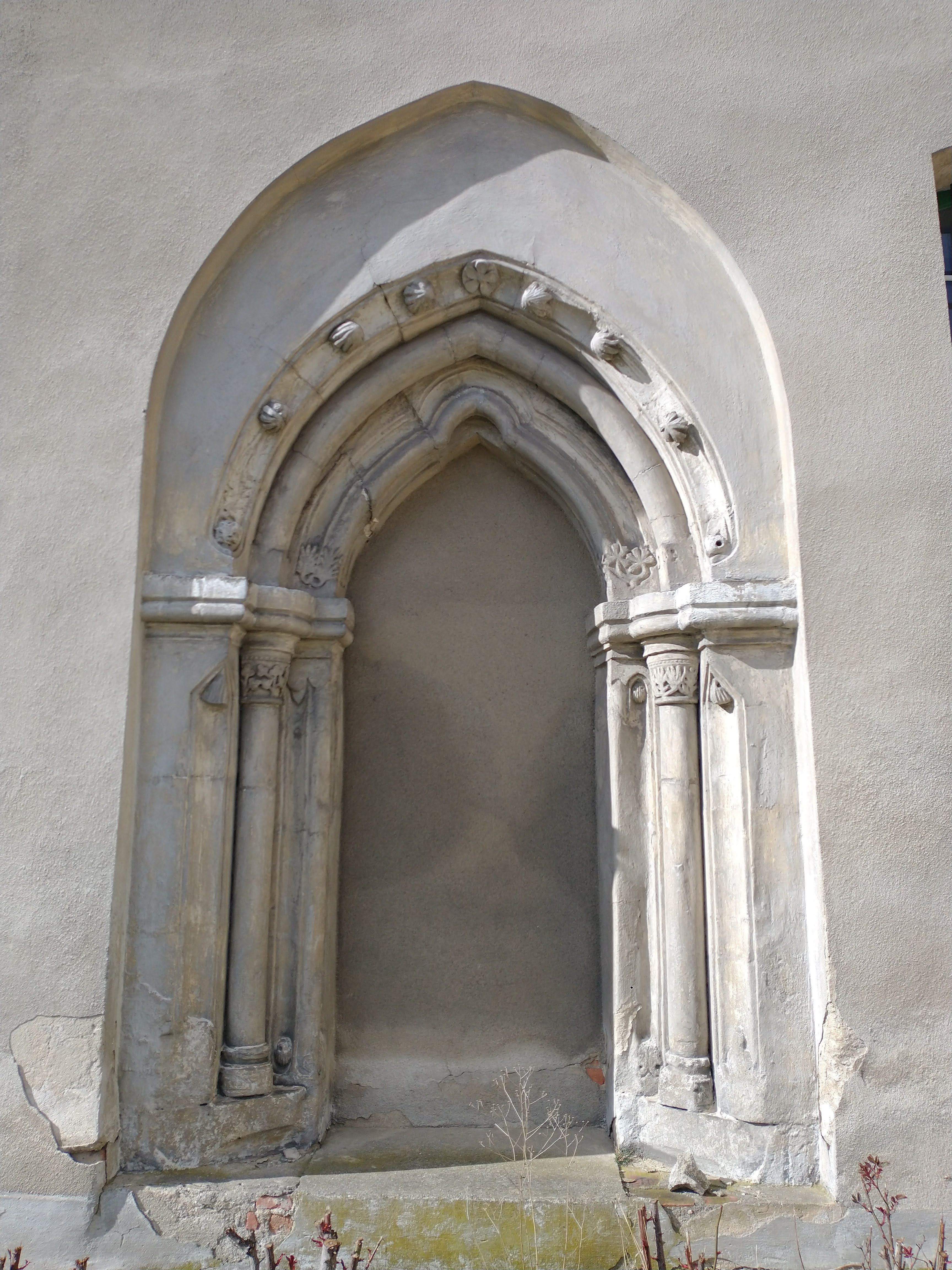
Portal romański